# Tankolon
Ne doit pas être confondu avec Tankolon-Tiopanaon.
Tankolon est une localité située dans le département de Bousséra de la province du Poni dans la région Sud-Ouest au Burkina Faso.

## Géographie
Tankolon est situé à 2 km à l'ouest de Bousséra, le chef-lieu départemental, et à 8 km à l'est de Gaoua, la métropole régionale.

## Santé et éducation
Le centre de soins le plus proche de Tankolon est le centre de santé et de promotion sociale (CSPS) de Bousséra tandis que le centre médical avec antenne chirurgicale (CMA) de la province se trouve à Gaoua.